# Classification mathématique par matières
Pour les articles homonymes, voir MSC.
La classification mathématique par matières (Mathematics Subject Classification, avec abréviation MSC), est une classification à plusieurs niveaux établie conjointement par les deux répertoires bibliographiques en mathématiques que sont les Mathematical Reviews (AMS) et le Zentralblatt MATH (EMS, FIZ (de), Springer). Elle est utilisée systématiquement par ces organes bibliographiques, ainsi que tous les journaux et monographies de recherche en mathématiques afin de faciliter l'indexation de ces publications et les recherches bibliographiques. Elle est amendée régulièrement suivant l'évolution des sciences mathématiques et en consultant largement la communauté mathématique : sa dernière révision date de 2020.
Cette classification peut être interrogée,. Elle peut être consultée in extenso par impression,.
La classification est hiérarchique avec 3 niveaux et de multiples renvois (de proximité ou de recouvrement thématiques) entre feuilles terminales (plus de 5 000), sections (380) et rubriques principales (62). Elle couvre l'ensemble des sciences mathématiques, des bases aux applications : fondements, algèbre, géométrie, analyse, probabilité et statistique, informatique et information, applications. Elle compte 65 rubriques de niveau 1, repérées par deux chiffres (les sections le sont par une lettre et les feuilles terminales par deux chiffres. La MSC ne possède qu'une version en anglais. Ses rubriques principales sont les suivantes :
- Généralités et fondements
  - 00 : General
  - 01 : History and biography [See also the classification number -03 in the other sections]
  - 03 : Mathematical logic and foundations
  - 04 : This section has been deleted {For set theory see 03Exx}
- Mathématique discrète et algèbre
  - 05 : Combinatorics {For finite fields, see 11Txx}
  - 06 : Order, lattices, ordered algebraic structures [See also 18B35]
  - 08 : General algebraic systems
  - 11 : Number theory
  - 12 : Field theory and polynomials
  - 13 : Commutative algebra
  - 14 : Algebraic geometry
  - 15 : Linear and multilinear algebra; matrix theory
  - 16 : Associative rings and algebras {For the commutative case, see 13}
  - 17 : Nonassociative rings and algebras
  - 18 : Category theory; homological algebra {For commutative rings see 13Dxx, for associative rings 16Exx, for groups 20Jxx, for topological groups and related structures 57Txx; see also 55Nxx and 55Uxx for algebraic topology}
  - 19 : K-theory [See also 16E20, 18F25]
  - 20 : Group theory and generalizations
  - 22 : Topological groups, Lie groups {For transformation groups, see 54H15, 57Sxx, 58. For abstract harmonic analysis, see 43}
- Analyse
  - 26 : Real functions [See also 54C30]
  - 28 : Measure and integration {For analysis on manifolds, see 58}
  - 30 : Functions of a complex variable {For analysis on manifolds, see 58}
  - 31 : Potential theory {For probabilistic potential theory, see 60J45}
  - 32 : Several complex variables and analytic spaces {For infinite-dimensional holomorphy, see 46G20, 58B12}
  - 33 : Special functions (33 deals with the properties of functions as functions) {For orthogonal functions, see 42Cxx; for aspects of combinatorics, see 05Axx; for number-theoretic aspects, see 11; for representation theory, see 22Exx}
  - 34 : Ordinary differential equations
  - 35 : Partial differential equations
  - 37 : Dynamical systems and ergodic theory [See also 26A18, 28Dxx, 34Cxx, 34Dxx, 35Bxx, 46Lxx, 58Jxx, 70]
  - 39 : Difference and functional equations
  - 40 : Sequences, series, summability
  - 41 : Approximations and expansions {For all approximation theory in the complex domain, see 30Exx, 30E05 and 30E10; for all trigonometric approximation and interpolation, see 42Axx, 42A10 and 42A15; for numerical approximation, see 65Dxx}
  - 42 : Harmonic analysis on Euclidean spaces
  - 43 : Abstract harmonic analysis {For other analysis on topological and Lie groups, see 22Exx}
  - 44 : Integral transforms, operational calculus {For fractional derivatives and integrals, see 26A33. For Fourier transforms, see *42A38, 42B10. For integral transforms in distribution spaces, see 46F12. For numerical methods, see 65R10}
  - 45 : Integral equations
  - 46 : Functional analysis {For manifolds modeled on topological linear spaces, see 57N20, 58Bxx}
  - 47 : Operator theory
  - 49 : Calculus of variations and optimal control; optimization [See also 34H05, 34K35, 65Kxx, 90Cxx, 93]
- Géométrie et topologie
  - 51 : Geometry {For algebraic geometry, see 14}
  - 52 : Convex and discrete geometry
  - 53 : Differential geometry {For differential topology, see 57Rxx. For foundational questions of differentiable manifolds, see 58Axx}
  - 54 : General topology {For the topology of manifolds of all dimensions, see 57Nxx}
  - 55 : Algebraic topology
  - 57 : Manifolds and cell complexes {For complex manifolds, see 32Qxx}
  - 58 : Global analysis, analysis on manifolds [See also 32Cxx, 32Fxx, 32Wxx, 46, 47Hxx, 53Cxx] {For geometric integration theory, see 49Q15}
- Mathématiques appliquées et autres
  - 60 : Probability theory and stochastic processes {For additional applications, see 11Kxx, 62, 90, 91, 92, 93, 94]
  - 62 : Statistics
  - 65 : Numerical analysis
  - 68 : Computer science {For papers involving machine computations and programs in a specific mathematical area, see Section -04 in that area}
  - 70 : Mechanics of particles and systems {For relativistic mechanics, see 83A05 and 83C10; for statistical mechanics, see 82}
  - 73 : This section has been deleted {For mechanics of solids, see 74}
  - 74 : Mechanics of deformable solids
  - 76 : Fluid mechanics {For general continuum mechanics, see 74Axx, or other parts of 74}
  - 78 : Optics, electromagnetic theory {For quantum optics, see 81V80}
  - 80 : Classical thermodynamics, heat transfer {For thermodynamics of solids, see 74A15}
  - 81 : Quantum theory
  - 82 : Statistical mechanics, structure of matter
  - 83 : Relativity and gravitational theory
  - 85 : Astronomy and astrophysics {For celestial mechanics, see 70F15}
  - 86 : Geophysics [See also 76U05, 76V05]
  - 90 : Operations research, mathematical programming
  - 91 : Game theory, economics, social and behavioral sciences
  - 92 : Biology and other natural sciences
  - 93 : Systems theory; control {For optimal control, see 49}
  - 94 : Information and communication, circuits
  - 97 : Mathematical education

## Autres classifications
- Classification décimale de Dewey
- Classification décimale universelle
- Schéma de classification
- PACS (en)
- CCS (en)